# Grammostola pulchripes
Grammostola pulchripes je eden od največjih ptičjih pajkov, saj zraste do dolžine 20–22 cm v razponu nog. Znan je pod imenom Chaco golden knee, včasih pa so ga imenovali tudi z imenom Grammostola aureostriata. Živi v Argentini in v Paragvaju.

## Opis
Grammostola pulchripes je talna vrsta ptičjega pajka, ki se prehranjuje z raznimi žuželkami, malimi plazilci in glodavlci. Mladi pajki se običajno skrivajo v podzemnih rovih, odrasle živali pa živijo na prostem. Značilni so po svetlih dolgih ščetinah, ki prekrivajo celo telo in po rumenih progah na nogah. Niso napadalni, v primeru, da se počutijo ogrožene, odvržejo iz zadka alergene dlačice.

## Razmnoževanje
Samec Grammostola pulchripes v spolni zrelosti splete semensko vrečico, v katero odloži spermo in vanjo potopi svoje pedipalpe. Samico privabi s paritvenim plesom, tako-imenovanim 'bobnanjem' po tleh s sprednjimi nogami. Ko se samica približa, jo samec dvigne, potisne pedipalpi v samičino epigino in vanjo iztisne semensko tekočino. Po oploditvi samica sprede veliko jajčno ovojnico in izleže jajčeca. V jajčni ovojnici se razvijejo mladi pajki, ki se razširijo po okolici.

## Vzgoja v terariju
Je znan kot najbolj mirna in nenevarna vrsta ptičjega pajka, zato je med gojitelji zelo priljubljen. V ujetništvu odrasle živali ne delajo brlogov, se pa pogosto zakopljejo v substrat mladi pajki. Ustreza jim prostor z malce nižjo zračno relativno vlažnostjo. Velikost terarija naj bo vsaj dvakratna velikost pajka, temperatura pa okoli 22-30 °C. Hranimo jih s črički, ščurki ali mišmi.